# Copa Intercontinental de Futsal
A Copa Intercontinental de Futsal, também conhecida como Taça Intercontinental de Futsal, é um torneio organizado pela FIFA a partir de 2004 e que corresponde a um título do Futebol Mundial. É o primeiro Campeonato "Mundial" reconhecido pela máxima entidade do Futebol.

## História
A competição é realizada todos os anos. A primeira edição foi disputada em 1997, em Porto Alegre, com o Internacional se sagrando o primeiro campeão da competição, após vencer a final em cima da equipe do Barcelona. O maior campeão da competição é o Inter FS, com 5 títulos, seguido por ACBF e Sorocaba Futsal, ambos com 3.

## Lista dos campeões

### Não organização deFIFA
| Edições | Ano           | Sede              | Final               | Final                 | Final               |
| Edições | Ano           | Sede              | Vencedor            | Placar                | Vice-campeão        |
| ------- | ------------- | ----------------- | ------------------- | --------------------- | ------------------- |
| 1       | 1996 Detalhes | Porto Alegre      | Ulbra/Internacional | 4–2                   | Barcelona           |
| 2       | 1997 Detalhes | Moscovo           | MFK Dina Moskva     | 0–0 3–2 4–2           | Ulbra/Internacional |
| 3       | 1998 Detalhes | Moscovo           | Atlético Mineiro    | 5–6 4–0 4–3           | MFK Dina Moskva     |
| 4       | 1999 Detalhes | Moscovo           | Ulbra               | 4-4 (5-3 pen) 2-3 4-3 | MFK Dina Moskva     |
| 5       | 2000 Detalhes | Moscovo           | Segovia             | Não houve final       | Atlético Mineiro    |
| 6       | 2001 Detalhes | Moscovo           | Carlos Barbosa      | Não houve final       | MFK Dina Moskva     |
| -       | 2002 Detalhes | Não houve disputa | Não houve disputa   | Não houve disputa     | Não houve disputa   |
| -       | 2003 Detalhes | Não houve disputa | Não houve disputa   | Não houve disputa     | Não houve disputa   |

### Organização daFIFA
| Edições | Ano           | Sede               | Final              | Final              | Final                           |
| Edições | Ano           | Sede               | Vencedor           | Placar             | Vice-campeão                    |
| ------- | ------------- | ------------------ | ------------------ | ------------------ | ------------------------------- |
| 7       | 2004 Detalhes | Barcelona          | Carlos Barbosa     | 6 - 3              | Playas de Castellón Fútbol Sala |
| 8       | 2005 Detalhes | Ciudad Real        | Inter FS           | 5 - 2              | Jaraguá                         |
| 9       | 2006 Detalhes | Brusque            | Inter FS           | 1 - 0              | Jaraguá                         |
| 10      | 2007 Detalhes | Portimão           | Inter FS           | 3 - 1              | Jaraguá                         |
| 11      | 2008 Detalhes | Granada            | Inter FS           | 6 - 1              | Jaraguá                         |
| -       | 2009 Detalhes | Não houve disputa. | Não houve disputa. | Não houve disputa. | Não houve disputa.              |
| -       | 2010 Detalhes | Não houve disputa. | Não houve disputa. | Não houve disputa. | Não houve disputa.              |
| 12      | 2011 Detalhes | Madrid             | Inter FS           | 2 - 1              | Carlos Barbosa                  |
| 13      | 2012 Detalhes | Carlos Barbosa     | Carlos Barbosa     | 4 - 1              | Inter FS                        |
| 14      | 2013 Detalhes | Greensboro         | Dínamo Moscou      | 5 - 1              | Carlos Barbosa                  |
| 15      | 2014 Detalhes | Almaty             | Kairat Almaty      | 3 - 2              | Dínamo Moscou                   |
| 16      | 2015 Detalhes | Erechim            | Atlântico          | 4 - 3              | Kairat Almaty                   |
| 17      | 2016 Detalhes | Doha               | Sorocaba           | 3 - 2 (pro)        | Carlos Barbosa                  |
| -       | 2017 Detalhes | Não houve disputa  | Não houve disputa  | Não houve disputa  | Não houve disputa               |
| 18      | 2018 Detalhes | Tailândia          | Sorocaba           | 2 - 0              | Carlos Barbosa                  |
| 19      | 2019 Detalhes | Tailândia          | Sorocaba           | 2 - 2 (3-1 pen)    | Boca Juniors                    |
| 20      | 2023          | Foz do Iguaçu      | Palma Futsal       | 3 - 3 (4-3 pen)    | Cascavel                        |

## Títulos por equipes
| Ordem | Equipe                         | País da Equipa | Títulos | Anos (títulos)               |
| ----- | ------------------------------ | -------------- | ------- | ---------------------------- |
| 1     | Inter FS                       | Espanha        | 5       | 2005, 2006, 2007, 2008, 2011 |
| 2     | Magnus Sorocaba Futsal-Athleta | Brasil         | 3       | 2016, 2018, 2019             |
| 2     | Carlos Barbosa                 | Brasil         | 3       | 2001, 2004, 2012             |
| 3     | Palma Futsal                   | Espanha        | 2       | 2023, 2024                   |
| 3     | Sport Clube Ulbra              | Brasil         | 2       | 1996*, 1999                  |
| 5     | Internacional                  | Brasil         | 1       | 1996*                        |
| 5     | MFK Dina Moskva                | Rússia         | 1       | 1997                         |
| 5     | Atlético Mineiro               | Brasil         | 1       | 1998                         |
| 5     | Segovia FS                     | Espanha        | 1       | 2000                         |
| 5     | Dínamo Moscou                  | Rússia         | 1       | 2013                         |
| 5     | Kairat Almaty                  | Cazaquistão    | 1       | 2014                         |
| 5     | Atlântico                      | Brasil         | 1       | 2015                         |

* Em 1996 Ulbra e Internacional-RS fizeram uma parceria e foram campeões juntos no InterContinental.

## Performance por país
| Ordem | País        | Títulos | Vices | Anos (títulos)                                             | Anos (vices)                                                           |
| ----- | ----------- | ------- | ----- | ---------------------------------------------------------- | ---------------------------------------------------------------------- |
| 1     | Brasil      | 10      | 11    | 1996, 1998, 1999, 2001, 2004, 2012, 2015, 2016, 2018, 2019 | 1997, 2000, 2005, 2006, 2007, 2008, 2011, 2013, 2016, 2018, 2023, 2024 |
| 2     | Espanha     | 8       | 3     | 2000, 2005, 2006, 2007, 2008, 2011, 2023, 2024             | 1996, 2004, 2012                                                       |
| 3     | Rússia      | 2       | 4     | 1997, 2013                                                 | 1998, 1999, 2001, 2014                                                 |
| 4     | Cazaquistão | 1       | 1     | 2014                                                       | 2015                                                                   |
| 5     | Argentina   | 0       | 1     |                                                            | 2019                                                                   |